# Абевега русских суеверий…
«Абевега русских суеверий идолопоклоннических жертвоприношении свадебных простонародных обрядов колдовства, шеманства и проч.» — лингвистический сборник, описывающий культуру народов Российской империи.
Один из первых сборников, описывающий культурный лексикон народов Российской империи (русских, украинцев, белорусов, татар, чувашей и т. д.). Книга была написана русским писателем Михаилом Чулковым и издана в 1788 году в Москве.